# キル・ザ・ギャング 36回の爆破でも死ななかった男
『キル・ザ・ギャング 36回の爆破でも死ななかった男』（原題: Kill the Irishman）は、リック・ポレロ原作の犯罪実録小説をもとに、2011年に製作されたドラマ映画である。
日本では劇場未公開だが、2012年にアメイジングD.C.によりDVDが発売されている。

## 概要
1970年代にオハイオ州、クリーブランドに実在したアイルランド系ギャングのダニー・グリーン(en)を題材としたリック・ポレロによる同名犯罪実録小説を映画化した本作。実際にクリーヴランド内でクリーブランド一家として知られるイタリア系マフィアとアイルランド系ギャングが対立して起こった抗争事件を描いている。主演のダニー・グリーンは北アイルランド出身で『パニッシャー: ウォー・ゾーン』などのレイ・スティーヴンソンが演じており、『フルメタル・ジャケット』などのヴィンセント・ドノフリオがイタリア系マフィアでダニー・グリーンと親交のあったジョン・ナルディを演じている。
実際には、映画同様にグリーンは数多くの車爆弾による襲撃から生還したが、最終的に1977年10月6日に刺客のレイ・フェリットにより車爆弾で暗殺されている（ナルディも同年にグリーン同様暗殺されている）。さらに、この抗争によりクリーブランド一家も当局の厳しい追及を受け、関係者の裏切りによりボスのリカヴォリが逮捕されるなど、組織は衰退していった。さらに、司法当局はニューヨークの5大ファミリーなどのマフィアの摘発に乗り出し、コーサ・ノストラ全体の衰退を招くこととなった。

## あらすじ
時代は1970年代。オハイオ州のクリーヴランドに住むダニー・グリーン（レイ・スティーヴンソン）は、地元の港の日雇い港湾労働者として働いていた。職場環境は劣悪だったが、組合長（ボブ・ガントン）と対立した結果、その座に就任。硬派な人柄でアイルランド系からの信頼は厚く、ある日仲間の一人がギャンブルで背負った借金の交渉に出向いた先で、イタリア系マフィアのジョン・ナルディ（ヴィンセント・ドノフリオ）と知り合う。それがきっかけでコンテナの積荷品を横流しして一財を成していくのだが、すぐにFBIから摘発されてしまう。長期収監を言い渡されるが、1か月ごとに裏社会の情報をFBIに提供することを条件に釈放されたグリーンは、その後本格的にマフィアの世界に手を染めていくことに。釈放後はユダヤ系で高利貸しを営むションドー（クリストファー・ウォーケン）から借金取りの仕事も任され、徐々に頭角を現していくが、イタリア系マフィア組織から目をつけられ始め、徐々にマフィア同士の凄惨な抗争へと発展していく。

## 出演者・スタッフ

### キャスト
※括弧内は日本語吹替。
- ダニー・グリーン - レイ・スティーヴンソン（相沢まさき）
- ジョン・ナルディ - ヴィンセント・ドノフリオ（加藤清司 ）
- ジョー・マンディツキ  - ヴァル・キルマー（丸山壮史）
- アレックス・"ションドー"・バーンズ - クリストファー・ウォーケン（板取政明)
- ジョーン・マディガン - リンダ・カーデリーニ
- ビリー - トーマス・マーカス
- キース - ヴィニー・ジョーンズ（浦山迅）
- ジャック・リカヴォリ - トニー・ロビアンコ
- アンソニー・サレルノ - ポール・ソルヴィノ
- グレース - フィオヌラ・フラナガン
- リップス - マイク・スター
- アート - ジェイソン・バトラー・ハーナー
- 港湾組合長 - ボブ・ガントン
- レイ・フェリット - ロバート・デヴィ
- エリー・オハラ - ローラ・ラムジー
- ダニー・グリーン - コディ・クリスチャン

### スタッフ
- 監督 - ジョナサン・ヘンズリー
- 原作 - リック・ポレロ　『Kill the Irishman』より
- 脚本 - ジョナサン・ヘンズリー、ジェレミー・ウォルターズ
- 音楽 - パトリック・キャシディ
- 撮影 - カール・ウォルター・リンデンローブ
- 編集 - ダグラス・クライズ